# تلاعب بالألفاظ

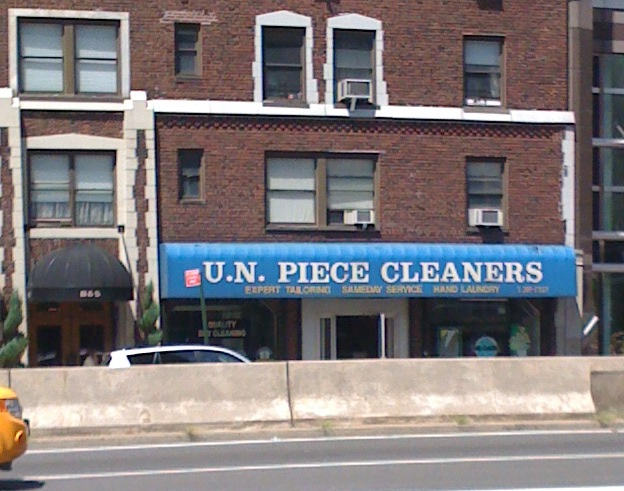
تستخدم العديد من الشركات فن التلاعب بالكلمات لمصلحتها من خلال جعل أسماء أعمالها أكثر تميزًا. يقع هذا المحل بالقرب من مقر الأمم المتحدة ويلعب على مصطلح قوات حفظ السلام "UN Peacekeepers".

التلاعب بالألفاظ أو التلاعب بالكلمات (بالإنجليزية: wordplay)‏، هي تقنية أدبية وشكل من أشكال الذكاء حيث تصبح الكلمات المستخدمة هي الموضوع الرئيسي للموضوع أو العمل، الغرض من التلاعب بالألفاظ في المقام الأول التأثير المقصود أو تكون مادةً للسخرية والتسلية. تتضمن أمثلة التلاعب بالألفاظ الجناس، التورية، المزيج الصوتي مثل المقطوعات، والكلمات والمعاني الغامضة، والبلاغة الخطابية الذكية، والجمل الغريبة، وأسماء الشخصيات المعروفة.
مثاله كقول الشاعر حافظ إبراهيم للشاعر أحمد شوقي:
هُنا تلاعب الشاعر بالألفاظ حيث يتبادر إلى ذهن القارئ أن كلمة «شوقي» تعني الحنين والوله؛ بعكس ما يقصده الشاعر والذي يقصد بالشاعر أحمد شوقي نفسه. وهذا من التورية وهو أحد أساليب التلاعب بالألفاظ.